# جيمس د. مورغان
جيمس د. مورغان (بالإنجليزية: James D. Morgan)‏ هو ضابط أمريكي، ولد في 1 أغسطس 1810 في بوسطن في الولايات المتحدة، وتوفي في 12 سبتمبر 1896 في كوينسي في الولايات المتحدة.